# Vrtoglavica (1958.)
Vrtoglavica (eng. Vertigo) je psihološki triler Alfreda Hitchcocka iz 1958.

## Radnja
Emotivnog Johna "Scottieja" Fergusona, nekad sposobnog detektiva iz San Francisca, još uvijek progone sjećanja na tragediju koja se zbila tijekom noćne potjere za jednim zločincem. Loveći kriminalca koji je bježao preko gradskih krovova, John se u trenutku nepažnje poskliznuo i, želeći izbjeći pad u smrt, posljednjim atomima snage uhvatio za oluk. Pokušavajući mu pomoći, jedan se policajac tada previše nagnuo i poginuo pri padu sa zgrade. Nakon tog događaja John se počeo panično bojati visine te se, mučen osjećajem krivnje, odlučio povući iz službe. Opuštajući se u društvu romantične slikarice Marjorie "Midge" Wood, svoje najbolje prijateljice koja je u njega platonski zaljubljena, John tjeran znatiželjom pristane pomoći svom starom prijatelju Gavinu Elsteru, vlasniku brodogradilišta čija senzibilna supruga Madeleine pati od neobičnog psihičkog poremećaja. Naime, Madeline često izgubi osjećaj za vrijeme, te zna sate provesti u lutanju gradom ili pomnom promatranju jedne slike u muzeju. U tome ne bi bilo ništa čudno, da ona odnedavno ne pati od amnezije zbog koje se tih sati uopće ne sjeća. Zabrinut za svoju suprugu, Gavin uspije Johna nagovoriti da ju neko vrijeme prati, te ga detaljno izvijesti o bilo čemu neobičnom. A kad prvi put ugleda Madeleine, Johna će atraktivna i profinjena plavuša smjesta privući. Sljedeći je iz dana u dan, postupno će shvatiti da je ona opsjednuta tragičnom sudbinom privlačne Carlotte, djevojke koja je u dobi od 26 godina počinila samoubojstvo, i čija je ljepota ovjekovječena na portretu u muzeju. Nedugo nakon što dozna da je Carlotta sahranjena na malom groblju podno zvonika stare španjolske misije, John će u posljednjem trenutku spasiti Madeleine prilikom njezinog pokušaja samoubojstva skokom u more. Zbliživši se s nesretnom ženom, John će zaključiti da se među njima rodila neobična ljubavna veza, ali i prekasno shvatiti da je Madeleine odlučila opet pokušati samoubojstvo skokom s crkvenog zvonika...

## Komentari i opis
Impresivna psihološka triler drama "Vrtoglavica", 1959. godine nominirana za Oscare za najbolji zvuk i scenografiju, te 1958. nagrađena na međunarodnom filmskom festivalu u San Sebastianu, općenito se drži najuspjelijim i najutjecajnijim filmom legendarnog majstora horrora i trilera Alfreda Hitchcocka (Ucjena, 39 stepenica, Dama koja nestaje, Rebecca, Strani dopisnik, Sumnja, Saboter, Sjena sumnje, Začaran, Ozloglašena, Prozor u dvorište, Psiho), filmaša kojemu je nakon 6 neuspjelih nominacija za Oscara 1968. godine dodijeljena počasna akademijina nagrada Irving G. Thalberg. "Vrtoglavica" je kompleksna, tjeskobna, izuzetno dojmljiva i sugestivna ekranizacija hvaljenog krimića "D´entre les morts" nastalog iz pera Pierrea Boileaua i Thomasa Narcejaca (Diaboliques, Oči bez lica, Zločin se ne isplati, Body Parts, Entangled), glasovitog francuskog spisateljskog dvojca za čijim su romanima filmski producenti i redatelji često posezali. Hitchcockov je film maestralno režirana, iznimno slojevita i mnogoznačna karakterna studija, uznemirujuće ostvarenje polaganog tempa i svojevrsno slobodno čitanje grčkog mita o Orfeju i Euridiki, u kojem redatelj temeljito i kirurški precizno pokazuje kako se ljubav i strast mogu upotrijebiti kao oružja manipulacije i zločina. Priču svog filma smjestio je na strme ulice San Francisca, grada na američkoj zapadnoj obali koji se zahvaljujući magličastoj i snolikoj fotografiji Roberta Burksa (Staklena menažerija, Nepoznati iz Nord Expressa, Nazovi M zbog umorstva, Čovjek koji je previše znao), snimatelja nagrađenog Oscarom upravo za rad na Hitchevu filmu "Drž´te lopova", pa se doima poput nekog europskog velegrada. Hitchcock se vješto poigrava očekivanjima gledatelja, intrigantno umnaža motiv dvostrukih identiteta i često briše granicu između sna i jave. "Vrtoglavica" je tijekom proteklih pedesetak godina snažno utjecala na djela brojnih redatelja, a osobito na radove francuskih novovalovaca poput Françoisa Truffauta (Sirena s Mississippija) i Alaina Resnaisa (Prošle godine u Marienbadu), koji su u svojim filmovima Hitchcocku često odavali počast. Dok u glavnoj ulozi gledamo izvrsnog J. Stewarta (Gospodin Smith ide u Washington, Divan život, Anatomija jednog ubojstva, Trgovina iza ugla, Slomljena strijela, Gola mamuza, Priča o Glennu Milleru, Daleka zemlja, Čovjek koji je ubio Libertyja Valancea), glumca koji je od 5 oskarovskih nominacija potvrdio onu za glavnu ulogu u snažnoj drami "Philadelphijska priča", njegova je partnerica atraktivna K. Novak (Čovjek sa zlatnom rukom, Poljubi me budalo, Velika pljačka banke, Bijeli bizon, Napuklo ogledalo). Uobičajeno impresivnu filmsku glazbu potpisuje Hitchcockov stalni suradnik, oskarovac Bernard Hermann (Građanin Kane, Goli i mrtvi, Sjever-sjeverozapad, Rt straha, Marnie, Fahrenheit 451, Bitka na Neretvi, Taksist).

## Vanjske poveznice
- Vrtoglavica u internetskoj bazi filmova IMDb-a
- Rottentomatoes.com